# Fayette County (Georgie)
Fayette County je okres ve státě Georgie ve Spojených státech amerických. K roku 2011 zde žilo 107 784 obyvatel. Správním městem okresu je Fayetteville, největším městem okresu je Peachtree City. Celková rozloha okresu činí 516 km². Vznikl 15. května 1821.